# Campeonato da NACAC de Atletismo Sub-23 de 2004 - Resultados
Esses foram os resultados do Campeonato da NACAC de Atletismo Sub-23 de 2004 que ocorreram de 30 de julho a 1 de agosto de 2004, no Estádio Université de Sherbrooke, em Sherbrooke, no Canadá. Contou com a presença de 243 atletas de 26 nacionalidades distribuídos em 42 provas. 

## Resultado masculino

### 100 metros
| Posição | Bateria | Atleta               | Nacionalidade         | Tempo | Notas |
| ------- | ------- | -------------------- | --------------------- | ----- | ----- |
| 1       | 1       | Churandy Martina     | Antilhas Holandesas   | 10.30 | Q     |
| 2       | 3       | Sean Lambert         | Granada               | 10.39 | Q     |
| 3       | 1       | Wes Felix            | Estados Unidos        | 10.45 | Q     |
| 4       | 2       | Ernest Wiggins       | Estados Unidos        | 10.47 | Q     |
| 5       | 1       | Adrian Durant        | U.S. Ilhas Virgens    | 10.53 | q     |
| 6       | 1       | Andrew Hinds         | Barbados              | 10.55 | q     |
| 7       | 3       | Emanuel Parris       | Canadá                | 10.56 | Q     |
| 8       | 3       | Xavier Brown         | Jamaica               | 10.64 |       |
| 9       | 2       | Derrick Atkins       | Bahamas               | 10.65 | Q     |
| 10      | 3       | Delwayne Delaney     | São Cristóvão e Nevis | 10.69 |       |
| 11      | 2       | Julio Calderón       | Porto Rico            | 10.96 |       |
| 12      | 3       | Pierre de Windt      | Aruba                 | 10.97 |       |
| 13      | 2       | Jamal Simmons        | Barbados              | 11.04 |       |
| 14      | 1       | Robert Ibeh          | Ilhas Cayman          | 11.08 |       |
| 15      | 3       | Darian Forbes        | Ilhas Turks e Caicos  | 11.09 |       |
| 15      | 3       | Stéphane Rabel       | Haiti                 | 11.09 |       |
| 17      | 1       | Jorge Luis Solórzano | Guatemala             | 12.13 |       |
| 18      | 1       | Marvin Anderson      | Jamaica               | 12.73 |       |

| Posição           | Atleta           | Nacionalidade       | Tempo | Notas |
| ----------------- | ---------------- | ------------------- | ----- | ----- |
| Medalha de ouro   | Churandy Martina | Antilhas Holandesas | 10.21 |       |
| Medalha de prata  | Ernest Wiggins   | Estados Unidos      | 10.33 |       |
| Medalha de bronze | Sean Lambert     | Granada             | 10.40 |       |
| 4                 | Wes Felix        | Estados Unidos      | 10.47 |       |
| 5                 | Derrick Atkins   | Bahamas             | 10.49 |       |
| 6                 | Emanuel Parris   | Canadá              | 10.52 |       |
| 7                 | Andrew Hinds     | Barbados            | 10.52 |       |
| 8                 | Adrian Durant    | U.S. Ilhas Virgens  | DSQ   |       |

### 200 metros
| Posição | Bateria | Atleta            | Nacionalidade         | Tempo | Notas |
| ------- | ------- | ----------------- | --------------------- | ----- | ----- |
| 1       | 1       | Brendan Christian | Antígua e Barbuda     | 20.67 | Q     |
| 2       | 2       | Wallace Spearmon  | Estados Unidos        | 20.71 | Q     |
| 3       | 2       | Churandy Martina  | Antilhas Holandesas   | 20.90 | Q     |
| 4       | 3       | Kyle Farmer       | Estados Unidos        | 21.01 | Q     |
| 5       | 1       | Oral Thompson     | Jamaica               | 21.13 | Q     |
| 6       | 3       | Adrian Durant     | U.S. Ilhas Virgens    | 21.14 | Q     |
| 7       | 1       | Jason Hunte       | Barbados              | 21.15 | q     |
| 8       | 2       | Emanuel Parris    | Canadá                | 21.38 | q     |
| 9       | 3       | Delwayne Delaney  | São Cristóvão e Nevis | 21.46 |       |
| 10      | 2       | Andrew Hinds      | Barbados              | 21.52 |       |
| 11      | 1       | Robert Ibeh       | Ilhas Cayman          | 21.92 |       |
| 12      | 3       | Derrick Atkins    | Bahamas               | 21.95 |       |
| 13      | 3       | Darian Forbes     | Ilhas Turks e Caicos  | 21.99 |       |
| 14      | 2       | Esteban Santiago  | Porto Rico            | 22.01 |       |

| Posição           | Atleta            | Nacionalidade       | Tempo | Notas |
| ----------------- | ----------------- | ------------------- | ----- | ----- |
| Medalha de ouro   | Wallace Spearmon  | Estados Unidos      | 20.59 |       |
| Medalha de prata  | Churandy Martina  | Antilhas Holandesas | 20.75 |       |
| Medalha de bronze | Kyle Farmer       | Estados Unidos      | 20.85 |       |
| 4                 | Brendan Christian | Antígua e Barbuda   | 20.90 |       |
| 5                 | Adrian Durant     | U.S. Ilhas Virgens  | 21.16 |       |
| 6                 | Oral Thompson     | Jamaica             | 21.39 |       |
| 7                 | Jason Hunte       | Barbados            | 21.46 |       |
| 8                 | Emanuel Parris    | Canadá              | 21.57 |       |

### 400 metros
| Posição | Bateria | Atleta                | Nacionalidade         | Tempo | Notas |
| ------- | ------- | --------------------- | --------------------- | ----- | ----- |
| 1       | 1       | Nathaniel McKinney    | Bahamas               | 46.50 | Q     |
| 2       | 1       | Sekou Clarke          | Jamaica               | 46.72 | Q     |
| 3       | 2       | Andrae Williams       | Bahamas               | 46.77 | Q     |
| 4       | 2       | Tyler Christopher     | Canadá                | 46.93 | Q     |
| 5       | 2       | Wilan Louis           | Barbados              | 47.06 | Q     |
| 6       | 2       | Craig Everhart        | Estados Unidos        | 47.53 | q     |
| 7       | 1       | Nathan Vadeboncoeur   | Canadá                | 47.68 | Q     |
| 8       | 2       | Melville Rogers       | São Cristóvão e Nevis | 48.97 | q     |
| 9       | 1       | René Marcelo Figueroa | El Salvador           | 48.99 |       |

| Posição           | Atleta             | Nacionalidade         | Tempo | Notas |
| ----------------- | ------------------ | --------------------- | ----- | ----- |
| Medalha de ouro   | Tyler Christopher  | Canadá                | 45.25 |       |
| Medalha de prata  | Andrae Williams    | Bahamas               | 45.91 |       |
| Medalha de bronze | Sekou Clarke       | Jamaica               | 45.98 |       |
| 4                 | Craig Everhart     | Estados Unidos        | 46.02 |       |
| 5                 | Wilan Louis        | Barbados              | 47.75 |       |
| 6                 | Fabián Martínez    | Porto Rico            | 47.92 |       |
| 7                 | Melville Rogers    | São Cristóvão e Nevis | 49.02 |       |
| 8                 | Nathaniel McKinney | Bahamas               | DNS   |       |

### 800 metros
| Posição | Bateria | Atleta              | Nacionalidade            | Tempo   | Notas |
| ------- | ------- | ------------------- | ------------------------ | ------- | ----- |
| 1       | 1       | Martell Munguía     | México                   | 1:50.32 | Q     |
| 2       | 1       | Erik Sproll         | Canadá                   | 1:50.71 | Q     |
| 3       | 1       | James Hatch         | Estados Unidos           | 1:50.90 | Q     |
| 4       | 2       | John Carle          | Canadá                   | 1:50.94 | Q     |
| 5       | 1       | Juan Almonte        | República Dominicana     | 1:51.52 | q     |
| 6       | 2       | Shaun Smith         | Jamaica                  | 1:51.62 | Q     |
| 7       | 2       | Marc Sylvester      | Estados Unidos           | 1:52.00 | Q     |
| 8       | 1       | Joewel Maldonado    | Porto Rico               | 1:52.01 | q     |
| 9       | 2       | José Vargas         | Porto Rico               | 1:53.85 |       |
| 10      | 1       | Andy Grant          | São Vicente e Granadinas | 1:54.53 |       |
| 11      | 2       | Marco Vinicio Pérez | Costa Rica               | 1:57.13 |       |
| 12      | 2       | Rubén Quintanilla   | El Salvador              | 1:57.18 |       |
| 13      | 1       | Ludence Smith       | Ilhas Virgens Britânicas | 1:57.38 |       |

| Posição           | Atleta           | Nacionalidade        | Tempo   | Notas |
| ----------------- | ---------------- | -------------------- | ------- | ----- |
| Medalha de ouro   | Marc Sylvester   | Estados Unidos       | 1:48.60 |       |
| Medalha de prata  | Shaun Smith      | Jamaica              | 1:49.28 |       |
| Medalha de bronze | Erik Sproll      | Canadá               | 1:49.38 |       |
| 4                 | John Carle       | Canadá               | 1:50.22 |       |
| 5                 | Martell Munguía  | México               | 1:51.33 |       |
| 6                 | Juan Almonte     | República Dominicana | 1:51.59 |       |
| 7                 | James Hatch      | Estados Unidos       | 1:51.70 |       |
| 8                 | Joewel Maldonado | Porto Rico           | 1:52.15 |       |

### 1.500 metros
Final  

| Posição           | Atleta            | Nacionalidade            | Tempo   | Notas |
| ----------------- | ----------------- | ------------------------ | ------- | ----- |
| Medalha de ouro   | Graeme Wells      | Canadá                   | 3:49.30 |       |
| Medalha de prata  | Juan Almonte      | República Dominicana     | 3:51.29 |       |
| Medalha de bronze | David Roulston    | Canadá                   | 3:52.12 |       |
| 4                 | Sean Jefferson    | Estados Unidos           | 3:55.68 |       |
| 5                 | Julio César Pérez | México                   | 3:57.63 |       |
| 6                 | José Vargas       | Porto Rico               | 4:01.48 |       |
| 7                 | Andy Grant        | São Vicente e Granadinas | 4:08.27 |       |

### 5.000 metros
Final  

| Posição           | Atleta                   | Nacionalidade  | Tempo    | Notas |
| ----------------- | ------------------------ | -------------- | -------- | ----- |
| Medalha de ouro   | Edher Cortés             | México         | 14:47.32 |       |
| Medalha de prata  | Julio César Pérez        | México         | 14:53.98 |       |
| Medalha de bronze | Ryan Sheehan             | Estados Unidos | 14:59.84 |       |
| 4                 | Víctor Nicolás Hernández | Guatemala      | 15:16.39 |       |
| 5                 | Ryan Weber               | Canadá         | DNF      |       |
| 6                 | Kristjan Hunter          | Canadá         | DNF      |       |

### 110 metros barreiras
Final  

Vento: -0.8 m/s
| Posição           | Atleta             | Nacionalidade  | Tempo | Notas |
| ----------------- | ------------------ | -------------- | ----- | ----- |
| Medalha de ouro   | Joshua Walker      | Estados Unidos | 13.78 |       |
| Medalha de prata  | Michael Mitchum    | Estados Unidos | 13.86 |       |
| Medalha de bronze | Ricardo Melbourne  | Jamaica        | 14.10 |       |
| 4                 | Richard Phillips   | Jamaica        | 14.14 |       |
| 5                 | Alleyne Lett       | Granada        | 14.43 |       |
| 6                 | Javier Culson      | Porto Rico     | 14.54 |       |
| 7                 | Christopher Bethel | Bahamas        | 14.62 |       |
| 8                 | Andrés Amador      | Porto Rico     | 14.96 |       |

### 400 metros barreiras
| Posição | Bateria | Atleta             | Nacionalidade  | Tempo | Notas |
| ------- | ------- | ------------------ | -------------- | ----- | ----- |
| 1       | 2       | LaRon Bennett      | Estados Unidos | 49.88 | Q     |
| 2       | 1       | Benjamin Wiggins   | Estados Unidos | 50.35 | Q     |
| 3       | 2       | Douglas Lynes-Bell | Bahamas        | 50.61 | Q     |
| 4       | 2       | Isa Phillips       | Jamaica        | 50.64 | Q     |
| 5       | 1       | Adrian Findlay     | Jamaica        | 51.45 | Q     |
| 6       | 2       | Javier Culson      | Porto Rico     | 52.03 | q     |
| 7       | 1       | Wesley Rehel       | Canadá         | 52.69 | Q     |
| 8       | 1       | Shane Charles      | Granada        | 53.24 | q     |
| 9       | 1       | Paul Dennehy       | El Salvador    | 55.67 |       |

| Posição           | Atleta             | Nacionalidade  | Tempo | Notas |
| ----------------- | ------------------ | -------------- | ----- | ----- |
| Medalha de ouro   | LaRon Bennett      | Estados Unidos | 49.40 |       |
| Medalha de prata  | Benjamin Wiggins   | Estados Unidos | 49.93 |       |
| Medalha de bronze | Adrian Findlay     | Jamaica        | 49.95 |       |
| 4                 | Douglas Lynes-Bell | Bahamas        | 50.66 |       |
| 5                 | Isa Phillips       | Jamaica        | 51.00 |       |
| 6                 | Javier Culson      | Porto Rico     | 52.03 |       |
| 7                 | Shane Charles      | Granada        | 53.05 |       |

### 3.000 metros com obstáculos
Final  

| Posição           | Atleta           | Nacionalidade  | Tempo   | Notas |
| ----------------- | ---------------- | -------------- | ------- | ----- |
| Medalha de ouro   | Noé Durado       | México         | 8:52.42 |       |
| Medalha de prata  | Steve Zieminski  | Estados Unidos | 8:56.35 |       |
| Medalha de bronze | Ian Dobson       | Estados Unidos | 8:58.82 |       |
| 4                 | Johan Méndez     | Porto Rico     | 9:11.66 |       |
| 5                 | Ryan Weber       | Canadá         | 9:29.90 |       |
| 6                 | Kristjan Hunter  | Canadá         | DNF     |       |
| 7                 | Adilberto Méndez | México         | DSQ     |       |

### Revezamento 4x100 m
Final  

| Posição           | Nacionalidade        | Atletas                                                        | Tempo | Notas |
| ----------------- | -------------------- | -------------------------------------------------------------- | ----- | ----- |
| Medalha de ouro   | Estados Unidos       | Wes Felix Wallace Spearmon Kyle Farmer Ernest Wiggins          | 39.03 |       |
| Medalha de prata  | Barbados             | Jamal Simmons Andrew Hinds Wilan Louis Jason Hunte             | 39.83 |       |
| Medalha de bronze | Bahamas              | Fernander Lowell Jarrell Forbes Adrian Carey Derrick Atkins    | 40.24 |       |
| 4                 | Porto Rico           | Julio Calderón Esteban Santiago Andrés Amador Adalberto Amador | 40.69 |       |
| 5                 | República Dominicana | Irving Guerrero John Smith Juan Wilfredo Juan Sainfleur        | 41.30 |       |
| 6                 | Ilhas Cayman         | Robert Ibeh Stephan Johnson Andre Burton Keswick Wright        | 42.21 |       |
| 7                 | Canadá               | Anthony Garber Curtis Fraser Steven Wood Emanuel Parris        | DSQ   |       |

### Revezamento 4x400 m
Final  

| Posição           | Nacionalidade        | Atletas                                                         | Tempo   | Notas |
| ----------------- | -------------------- | --------------------------------------------------------------- | ------- | ----- |
| Medalha de ouro   | Estados Unidos       | Craig Everhart Benjamin Wiggins LaRon Bennett Andrew Rock       | 3:02.36 |       |
| Medalha de prata  | Jamaica              | Orlando Reid Oral Thompson Isa Phillips Adrian Findlay          | 3:05.79 |       |
| Medalha de bronze | Barbados             | Jason Hunte Wilan Louis Samuel Payne Jamal Simmons              | 3:11.54 |       |
| 4                 | Porto Rico           | Fabián Martínez Adalberto Amador Joewel Maldonado Javier Culson | 3:13.66 |       |
| 5                 | República Dominicana | Irving Guerrero Juan Wilfredo Juan Sainfleur Juan Almonte       | 3:18.00 |       |
| 6                 | Bahamas              | Michael Mathieu Aaron Cleare Nathaniel McKinney Andrae Williams | DSQ     |       |

### 20 km marcha atlética
Final  

| Posição           | Atleta            | Nacionalidade  | Tempo   | Notas     |
| ----------------- | ----------------- | -------------- | ------- | --------- |
| Medalha de ouro   | Horacio Nava      | México         | 1:33:29 |           |
| Medalha de prata  | Matthew Boyles    | Estados Unidos | 1:34:36 |           |
| Medalha de bronze | Álvaro García     | México         | 1:36:15 |           |
| 4                 | Bernardo Calvo    | Costa Rica     | 1:38:15 |           |
| 5                 | Michael Tarantino | Estados Unidos | 1:47:03 |           |
| 6                 | Donald Cote       | Canadá         | 1:57:56 |           |
| 7                 | Daniel Pendergast | Estados Unidos | DNF     | Convidado |

### Salto em altura
Final  

| Posição           | Atleta         | Nacionalidade  | Tentativa | Tentativa | Tentativa | Tentativa | Tentativa | Tentativa | Resultado | Notas |
| Posição           | Atleta         | Nacionalidade  | 2.00      | 2.05      | 2.10      | 2.15      | 2.18      | 2.21      | Resultado | Notas |
| ----------------- | -------------- | -------------- | --------- | --------- | --------- | --------- | --------- | --------- | --------- | ----- |
| Medalha de ouro   | Keith Moffatt  | Estados Unidos | -         | -         | o         | o         | -         | xxx       | 2.15m     |       |
| Medalha de prata  | Teak Wilburn   | Estados Unidos | -         | -         | o         | xxo       | -         | xxx       | 2.15m     |       |
| Medalha de bronze | Damon Thompson | Barbados       | o         | -         | o         | xxx       |           |           | 2.10m     |       |
| 4                 | Trevor Barry   | Bahamas        | -         | -         | xo        | xxx       |           |           | 2.10m     |       |

### Salto com vara
Final  

| Posição           | Atleta             | Nacionalidade  | Tentativa | Tentativa | Tentativa | Tentativa | Tentativa | Tentativa | Tentativa | Resultado | Notas |
| Posição           | Atleta             | Nacionalidade  | 4.60      | 4.75      | 4.90      | 5.00      | 5.10      | 5.20      | 5.30      | Resultado | Notas |
| ----------------- | ------------------ | -------------- | --------- | --------- | --------- | --------- | --------- | --------- | --------- | --------- | ----- |
| Medalha de ouro   | Jonathan Takahashi | Estados Unidos | -         | -         | xo        | xxo       | o         | o         | xxx       | 5.20m     |       |
| Medalha de prata  | Christian Sánchez  | México         | -         | -         | -         | xo        | xo        | xxx       |           | 5.10m     |       |
| Medalha de bronze | David Foley        | Canadá         | o         | o         | xo        | o         | xxx       |           |           | 5.00m     |       |
| 4                 | Robert Hanson      | Canadá         | o         | xo        | xxx       |           |           |           |           | 4.75m     |       |

### Salto em comprimento
Final  

| Posição           | Atleta           | Nacionalidade  | Tentativa   | Tentativa    | Tentativa    | Tentativa    | Tentativa    | Tentativa     | Resultado        | Notas |
| Posição           | Atleta           | Nacionalidade  | 1           | 2            | 3            | 4            | 5            | 6             | Resultado        | Notas |
| ----------------- | ---------------- | -------------- | ----------- | ------------ | ------------ | ------------ | ------------ | ------------- | ---------------- | ----- |
| Medalha de ouro   | Juaune Armon     | Estados Unidos | 7.42m (1.4) | 7.21m (-0.3) | 7.52m (1.1)  | 7.20m (-1.4) | x (-0.7)     | 7.32m w (2.1) | 7.52m (+1.1 m/s) |       |
| Medalha de prata  | Matthew Mason    | Estados Unidos | x (-0.3)    | 7.34m (-0.3) | 7.30m (-1.1) | 7.43m (-0.6) | 7.38m (-1.0) | 7.19m (0.2)   | 7.43m (-0.6 m/s) |       |
| Medalha de bronze | Adrian Griffith  | Bahamas        | x (-1.0)    | x (-0.3)     | x (0.7)      | 6.55m (-2.0) | x (-0.2)     | 7.20m (0.3)   | 7.20m (+0.3 m/s) |       |
| 4                 | Stephan Johnson  | Ilhas Cayman   | 7.01m (0.8) | x (1.7)      | 6.84m (-0.6) | 5.15m (-1.5) | 5.71m (-0.9) | 7.15m (1.2)   | 7.15m (+1.2 m/s) |       |
| 5                 | Stephane Richard | Canadá         | x (-0.5)    | 6.23m (0.2)  | 4.79m (-0.5) | x (-0.1)     | x (-0.2)     | 6.70m (-1.8)  | 6.70m (-1.8 m/s) |       |

### Salto triplo
Final  

| Posição           | Atleta            | Nacionalidade  | Tentativa     | Tentativa     | Tentativa     | Tentativa     | Tentativa     | Tentativa     | Resultado         | Notas |
| Posição           | Atleta            | Nacionalidade  | 1             | 2             | 3             | 4             | 5             | 6             | Resultado         | Notas |
| ----------------- | ----------------- | -------------- | ------------- | ------------- | ------------- | ------------- | ------------- | ------------- | ----------------- | ----- |
| Medalha de ouro   | Aarik Wilson      | Estados Unidos | x (-0.7)      | 16.60m (-1.2) | 16.66m (0.4)  | 15.52m (-0.4) | 16.52m (-0.9) | 16.69m (-0.6) | 16.69m (-0.6 m/s) |       |
| Medalha de prata  | Allen Simms       | Estados Unidos | 15.79m (-0.6) | x (NWI)       | 16.24m (-0.6) | x (NWI)       | x (NWI)       | x (NWI)       | 16.24m (-0.6 m/s) |       |
| Medalha de bronze | Kenneth Sylvester | Jamaica        | 14.94m (-0.5) | 15.67m (-0.4) | 15.73m (-0.6) | 15.52m (-0.5) | x (NWI)       | 15.34m (-0.3) | 15.73m (-0.6 m/s) |       |
| 4                 | Samuel Payne      | Barbados       | x (NWI)       | 15.00m (-0.6) | 15.03m (-0.1) | 14.95m (-0.0) | x (NWI)       | 15.08m (-0.2) | 15.08m (-0.2 m/s) |       |
| 5                 | Fabian Florant    | Domínica       | x (NWI)       | x (NWI)       | 14.31m (-0.3) | x (NWI)       | x (NWI)       | 14.67m (-1.2) | 14.67m (-1.2 m/s) |       |
| 6                 | Stephane Richard  | Canadá         | x (NWI)       | x (NWI)       | 14.42m (0.0)  | x (NWI)       | x (NWI)       | 14.49m (0.0)  | 14.49m (+0.0 m/s) |       |

### Arremesso de peso
Final  

| Posição           | Atleta         | Nacionalidade  | Tentativa | Tentativa | Tentativa | Tentativa | Tentativa | Tentativa | Resultado | Notas |
| Posição           | Atleta         | Nacionalidade  | 1         | 2         | 3         | 4         | 5         | 6         | Resultado | Notas |
| ----------------- | -------------- | -------------- | --------- | --------- | --------- | --------- | --------- | --------- | --------- | ----- |
| Medalha de ouro   | Jeff Chakouian | Estados Unidos | 18.36m    | 18.05m    | 18.48m    | 18.74m    | x         | 18.32m    | 18.74m    |       |
| Medalha de prata  | Dan Taylor     | Estados Unidos | 18.73m    | 18.37m    | x         | x         | 18.41m    | x         | 18.73m    |       |
| Medalha de bronze | Dorian Scott   | Jamaica        | 17.62m    | 17.28m    | x         | x         | x         | x         | 17.62m    |       |
| 4                 | James Steacy   | Canadá         | x         | 15.85m    | 16.60m    | 16.68m    | 16.32m    | 16.84m    | 16.84m    |       |
| 5                 | Jeff Wallis    | Canadá         | x         | 15.52m    | 16.25m    | x         | 16.43m    | 15.87m    | 16.43m    |       |
| 6                 | Jason Morgan   | Jamaica        | 15.05m    | x         | 15.23m    | x         | x         | 14.95m    | 15.23m    |       |

### Lançamento de disco
Final  

| Posição           | Atleta            | Nacionalidade            | Tentativa | Tentativa | Tentativa | Tentativa | Tentativa | Tentativa | Resultado | Notas |
| Posição           | Atleta            | Nacionalidade            | 1         | 2         | 3         | 4         | 5         | 6         | Resultado | Notas |
| ----------------- | ----------------- | ------------------------ | --------- | --------- | --------- | --------- | --------- | --------- | --------- | ----- |
| Medalha de ouro   | Michael Robertson | Estados Unidos           | x         | 54.85m    | 56.09m    | x         | 56.16m    | 58.57m    | 58.57m    |       |
| Medalha de prata  | Karl Erickson     | Estados Unidos           | 54.58m    | 54.27m    | 55.83m    | 54.50m    | x         | x         | 55.83m    |       |
| Medalha de bronze | James Steacy      | Canadá                   | x         | 53.11m    | x         | x         | x         | 52.26m    | 53.11m    |       |
| 4                 | Eric Mathias      | Ilhas Virgens Britânicas | 52.89m    | 51.38m    | 51.33m    | 51.91m    | x         | x         | 52.89m    |       |
| 5                 | Jason Morgan      | Jamaica                  | 50.17m    | x         | x         | x         | x         | x         | 50.17m    |       |
| 6                 | Arthur Turland    | Canadá                   | 49.09m    | 49.57m    | 49.38m    | 49.71m    | 50.15m    | x         | 50.15m    |       |
| 7                 | José Gonzalo May  | México                   | 42.60m    | x         | 46.19m    | 46.53m    | 46.00m    | 47.54m    | 47.54m    |       |

### Lançamento de martelo
Final  

| Posição           | Atleta             | Nacionalidade  | Tentativa | Tentativa | Tentativa | Tentativa | Tentativa | Tentativa | Resultado | Notas |
| Posição           | Atleta             | Nacionalidade  | 1         | 2         | 3         | 4         | 5         | 6         | Resultado | Notas |
| ----------------- | ------------------ | -------------- | --------- | --------- | --------- | --------- | --------- | --------- | --------- | ----- |
| Medalha de ouro   | James Steacy       | Canadá         | x         | 67.99m    | 69.54m    | x         | 64.41m    | 69.82m    | 69.82m    |       |
| Medalha de prata  | Dan Taylor         | Estados Unidos | 62.47m    | 63.13m    | x         | -         | -         | -         | 63.13m    |       |
| Medalha de bronze | Luis Martín García | México         | x         | 58.27m    | x         | 58.23m    | x         | x         | 58.27m    |       |
| 4                 | John Smolenski     | Estados Unidos | 54.39m    | x         | x         | 57.73m    | x         | x         | 57.73m    |       |
| 5                 | David Valdez       | México         | 53.01m    | 50.78m    | x         | 50.92m    | 53.47m    | x         | 53.47m    |       |
| 6                 | Diego Berríos      | Guatemala      | 49.76m    | 49.86m    | 50.37m    | 49.77m    | 49.89m    | 52.85m    | 52.85m    |       |
| 7                 | Arthur Turland     | Canadá         | x         | 47.37m    | 48.67m    | x         | 46.15m    | x         | 48.67m    |       |
| 8                 | Gabriel Wilkenson  | Bermudas       | 47.42m    | x         | x         | x         | x         | x         | 47.42m    |       |

### Lançamento de dardo
Final  

| Posição           | Atleta              | Nacionalidade  | Tentativa | Tentativa | Tentativa | Tentativa | Tentativa | Tentativa | Resultado | Notas |
| Posição           | Atleta              | Nacionalidade  | 1         | 2         | 3         | 4         | 5         | 6         | Resultado | Notas |
| ----------------- | ------------------- | -------------- | --------- | --------- | --------- | --------- | --------- | --------- | --------- | ----- |
| Medalha de ouro   | Eric Brown          | Estados Unidos | 73.11m    | 68.74m    | 65.86m    | x         | 66.66m    | 66.04m    | 73.11m    |       |
| Medalha de prata  | Paul Pisano         | Estados Unidos | 70.37m    | x         | 68.38m    | x         | -         | 63.97m    | 70.37m    |       |
| Medalha de bronze | Michael Harber      | Canadá         | x         | 64.06m    | 63.06m    | x         | 61.65m    | 66.37m    | 66.37m    |       |
| 4                 | Luis Enrique Guzmán | México         | x         | 61.51m    | x         | 60.28m    | 63.80m    | x         | 63.80m    |       |
| 5                 | Robert Edwards      | Canadá         | 56.49m    | x         | 54.42m    | x         | x         | 53.71m    | 56.49m    |       |
| 6                 | Robert Kidd         | Belize         | x         | 44.86m    | 43.21m    | x         | 44.03m    | 41.69m    | 44.86m    |       |

### Decatlo
Final  

| Pos.              | Atleta               | Nacionalidade  | 100 m               | SD                  | AP            | SA           | 400 m        | 110 m C/B           | AD            | SV           | LD            | 1500 m         | PG   | Notas |
| ----------------- | -------------------- | -------------- | ------------------- | ------------------- | ------------- | ------------ | ------------ | ------------------- | ------------- | ------------ | ------------- | -------------- | ---- | ----- |
| Medalha de ouro   | James Hardee         | Estados Unidos | 10.94 (-1.3) 874pts | 6.72m (0.1) 748pts  | 12.56m 640pts | 1.96m 767pts | 49.12 856pts | 14.41 (-0.2) 922pts | 41.63m 698pts | 4.30m 702pts | 46.39m 535pts | 5:15.00 476pts | 7218 |       |
| Medalha de prata  | Travis Brandstatter  | Estados Unidos | 11.61 (-1.3) 730pts | 6.52m (0.6) 702pts  | 12.26m 622pts | 1.96m 767pts | 50.74 781pts | 14.44 (-0.2) 918pts | 35.56m 575pts | 4.60m 790pts | 55.84m 675pts | 4:59.75 561pts | 7121 |       |
| Medalha de bronze | Jamie Adjetey-Nelson | Canadá         | 11.14 (-1.3) 830pts | 7.00m (-0.3) 814pts | 13.08m 672pts | 1.99m 794pts | 48.39 890pts | 15.73 (-0.2) 763pts | 32.43m 512pts | 3.70m 535pts | 38.90m 426pts | 5:11.21 497pts | 6733 |       |
| 4                 | Daniel Mezheritsky   | Canadá         | 12.07 (-1.3) 637pts | 6.28m (0.6) 648pts  | 13.15m 676pts | 1.84m 661pts | 53.53 659pts | 15.68 (-0.2) 769pts | 36.76m 599pts | 4.30m 702pts | 48.24m 563pts | 5:11.24 497pts | 6411 |       |
| 5                 | Luis Ríos            | México         | 11.82 (-1.3) 687pts | 6.42m (0.1) 679pts  | 10.20m 498pts | 1.75m 585pts | 52.93 685pts | 17.67 (-0.2) 556pts | 28.93m 443pts | 4.30m 702pts | 48.35m 564pts | 4:38.41 690pts | 6089 |       |
| 9                 | Steven Marrero       | Porto Rico     | 11.62 (-1.3) 728pts | 6.85m (0.9) 778pts  | 13.11m 674pts | 1.78m 610pts | 50.26 803pts | 17.25 (-0.2) 598pts | 40.13m 667pts | NH 0pts      | 47.00m 544pts | DNS 0pts       | DNF  |       |

## Resultado feminino

### 100 metros
| Posição | Bateria | Atleta          | Nacionalidade            | Tempo | Notas |
| ------- | ------- | --------------- | ------------------------ | ----- | ----- |
| 1       | 1       | Nadine Palmer   | Jamaica                  | 11.47 | Q     |
| 2       | 2       | Kerron Stewart  | Jamaica                  | 11.64 | Q     |
| 3       | 2       | Virginia Powell | Estados Unidos           | 11.78 | Q     |
| 4       | 2       | Shandria Brown  | Bahamas                  | 11.85 | Q     |
| 5       | 1       | Genna Williams  | Barbados                 | 11.92 | Q     |
| 6       | 1       | Tonette Dyer    | Estados Unidos           | 11.93 | Q     |
| 7       | 1       | Nicole Buchholz | Canadá                   | 12.03 | q     |
| 8       | 2       | Jade Bailey     | Barbados                 | 12.12 | q     |
| 9       | 1       | María Carrión   | República Dominicana     | 12.38 |       |
| 10      | 2       | Yelmy Martínez  | República Dominicana     | 12.45 |       |
| 11      | 2       | Kettie Williams | São Vicente e Granadinas | 12.73 |       |
| 12      | 1       | Melissa Moraga  | Costa Rica               | 12.84 |       |

| Posição           | Atleta          | Nacionalidade  | Tempo | Notas |
| ----------------- | --------------- | -------------- | ----- | ----- |
| Medalha de ouro   | Nadine Palmer   | Jamaica        | 11.39 |       |
| Medalha de prata  | Kerron Stewart  | Jamaica        | 11.40 |       |
| Medalha de bronze | Virginia Powell | Estados Unidos | 11.60 |       |
| 4                 | Shandria Brown  | Bahamas        | 11.77 |       |
| 5                 | Genna Williams  | Barbados       | 11.83 |       |
| 6                 | Nicole Buchholz | Canadá         | 11.95 |       |
| 7                 | Tonette Dyer    | Estados Unidos | 11.96 |       |
| 8                 | Jade Bailey     | Barbados       | 12.00 |       |

### 200 metros
| Posição | Bateria | Atleta                | Nacionalidade        | Tempo | Notas |
| ------- | ------- | --------------------- | -------------------- | ----- | ----- |
| 1       | 2       | Lakadron Ivery        | Estados Unidos       | 24.37 | Q     |
| 2       | 2       | Kerron Stewart        | Jamaica              | 24.66 | Q     |
| 3       | 1       | Shernette Hyatt-Davis | Jamaica              | 24.79 | Q     |
| 4       | 1       | Amandi Rhett          | Estados Unidos       | 25.01 | Q     |
| 5       | 1       | Jade Bailey           | Barbados             | 25.06 | Q     |
| 6       | 1       | Esther Akinsulie      | Canadá               | 25.35 | q     |
| 7       | 2       | Lian Lucas            | Barbados             | 25.51 | Q     |
| 8       | 2       | Melissa Moraga        | Costa Rica           | 25.97 | q     |
| 9       | 2       | Marleny Mejía         | República Dominicana | 26.03 |       |
| 10      | 1       | Yelmy Martínez        | República Dominicana | 26.36 |       |
| 11      | 1       | Amada Martínez        | El Salvador          | 27.45 |       |

| Posição           | Atleta                | Nacionalidade  | Tempo | Notas |
| ----------------- | --------------------- | -------------- | ----- | ----- |
| Medalha de ouro   | Lakadron Ivery        | Estados Unidos | 24.42 |       |
| Medalha de prata  | Shernette Hyatt-Davis | Jamaica        | 24.63 |       |
| Medalha de bronze | Amandi Rhett          | Estados Unidos | 24.71 |       |
| 4                 | Esther Akinsulie      | Canadá         | 25.11 |       |
| 5                 | Kerron Stewart        | Jamaica        | 25.18 |       |
| 6                 | Lian Lucas            | Barbados       | 25.34 |       |
| 7                 | Jade Bailey           | Barbados       | 25.56 |       |

### 400 metros
Final  

| Posição           | Atleta            | Nacionalidade         | Tempo | Notas |
| ----------------- | ----------------- | --------------------- | ----- | ----- |
| Medalha de ouro   | Tiandra Ponteen   | São Cristóvão e Nevis | 51.19 |       |
| Medalha de prata  | De'Hashia Trotter | Estados Unidos        | 51.46 |       |
| Medalha de bronze | Monique Henderson | Estados Unidos        | 51.67 |       |
| 4                 | Moya Thompson     | Jamaica               | 54.76 |       |
| 5                 | Mandy Upuu        | Canadá                | 55.35 |       |
| 6                 | Melissa Moraga    | Costa Rica            | 58.37 |       |

### 800 metros
Final  

| Posição           | Atleta            | Nacionalidade  | Tempo   | Notas |
| ----------------- | ----------------- | -------------- | ------- | ----- |
| Medalha de ouro   | Carlene Robinson  | Jamaica        | 2:04.04 |       |
| Medalha de prata  | Julia Howard      | Canadá         | 2:05.81 |       |
| Medalha de bronze | Brooke Patterson  | Estados Unidos | 2:06.62 |       |
| 4                 | Letitia Gilkes    | Barbados       | 2:07.74 |       |
| 5                 | Aneita Denton     | Jamaica        | 2:08.45 |       |
| 6                 | Lizaira del Valle | Porto Rico     | 2:11.16 |       |
| 7                 | Wendy Zúñiga      | Costa Rica     | 2:16.22 |       |

### 1.500 metros
Final  

| Posição          | Atleta           | Nacionalidade | Tempo   | Notas |
| ---------------- | ---------------- | ------------- | ------- | ----- |
| Medalha de ouro  | Darolyn Trembath | Canadá        | 4:29.20 |       |
| Medalha de prata | Shannon Slater   | Canadá        | 4:31.88 |       |

### 5.000 metros
Final  

| Posição           | Atleta               | Nacionalidade  | Tempo    | Notas |
| ----------------- | -------------------- | -------------- | -------- | ----- |
| Medalha de ouro   | Jamie Krzyminski     | Estados Unidos | 16:26.51 |       |
| Medalha de prata  | Emily Kroshus        | Canadá         | 16:54.53 |       |
| Medalha de bronze | María Elena Valencia | México         | 17:05.90 |       |
| 4                 | Karina Pérez         | México         | 17:59.97 |       |

### 100 metros barreiras
Final  

Vento: +0.0 m/s
| Posição           | Atleta             | Nacionalidade  | Tempo | Notas |
| ----------------- | ------------------ | -------------- | ----- | ----- |
| Medalha de ouro   | Lori Jones         | Estados Unidos | 13.05 |       |
| Medalha de prata  | Kasia Williams     | Jamaica        | 13.27 |       |
| Medalha de bronze | Hasani Roseby      | Estados Unidos | 13.27 |       |
| 4                 | Solymar Febles     | Porto Rico     | 13.57 |       |
| 5                 | Melaine Walker     | Jamaica        | 13.86 |       |
| 6                 | Davina McKenzie    | Bahamas        | 14.31 |       |
| 7                 | Melanie Lachapelle | Canadá         | 14.65 |       |

### 400 metros barreiras
Final  

| Posição           | Atleta             | Nacionalidade  | Tempo   | Notas |
| ----------------- | ------------------ | -------------- | ------- | ----- |
| Medalha de ouro   | Shevon Stoddart    | Jamaica        | 56.86   |       |
| Medalha de prata  | Dominique Darden   | Estados Unidos | 57.02   |       |
| Medalha de bronze | Camille Robinson   | Jamaica        | 58.00   |       |
| 4                 | Holly Ratzlaff     | Canadá         | 1:02.38 |       |
| 5                 | Marie-Claude Foley | Canadá         | 1:02.82 |       |

### 3.000 metros com obstáculos
Final  

| Posição           | Atleta            | Nacionalidade  | Tempo    | Notas |
| ----------------- | ----------------- | -------------- | -------- | ----- |
| Medalha de ouro   | Amber Ferner      | Estados Unidos | 10:33.03 |       |
| Medalha de prata  | Jinny Hanifan     | Estados Unidos | 10:48.54 |       |
| Medalha de bronze | Kristin Carpenter | Canadá         | 11:46.94 |       |

### Revezamento 4x100 m
Final  

| Posição           | Nacionalidade        | Atletas                                                          | Tempo | Notas |
| ----------------- | -------------------- | ---------------------------------------------------------------- | ----- | ----- |
| Medalha de ouro   | Jamaica              | Kerron Stewart Nadine Palmer Shernette Hyatt-Davis Alecia Sewell | 43.62 |       |
| Medalha de prata  | Estados Unidos       | Lori Jones Virginia Powell Hasani Roseby Lakadron Ivery          | 43.63 |       |
| Medalha de bronze | Barbados             | Lyn-Marie Cox Genna Williams Jade Bailey Lian Lucas              | 44.34 |       |
| 4                 | Canadá               | Elaine Hua Esther Akinsulie Nicole Buchholz Nathalie Cherubin    | 45.98 |       |
| 5                 | República Dominicana | María Carrión Marleny Mejía Yelmy Martínez Nelsy Delgado         | 46.45 |       |

### Revezamento 4x400 m
Final  

| Posição           | Nacionalidade        | Atletas                                                             | Tempo   | Notas |
| ----------------- | -------------------- | ------------------------------------------------------------------- | ------- | ----- |
| Medalha de ouro   | Estados Unidos       | De'Hashia Trotter Charlette Griggs Cassandra Reed Monique Henderson | 3:29.10 |       |
| Medalha de prata  | Jamaica              | Moya Thompson Carlene Robinson Shevon Stoddart Camille Robinson     | 3:35.42 |       |
| Medalha de bronze | Barbados             | Lyn-Marie Cox Genna Williams Letitia Gilkes Lian Lucas              | 3:50.62 |       |
| 4                 | República Dominicana | Yelmy Martínez Marleny Mejía Nelsy Delgado Juana Castillo           | DSQ     |       |

### 10 km marcha atlética
Final  

| Posição           | Atleta                | Nacionalidade  | Tempo | Notas |
| ----------------- | --------------------- | -------------- | ----- | ----- |
| Medalha de ouro   | Anne Favolice         | Estados Unidos | 52:12 |       |
| Medalha de prata  | Daisy González        | México         | 52:21 |       |
| Medalha de bronze | Fabiola Pérez         | México         | 53:48 |       |
| 4                 | Christine Tagliaferri | Estados Unidos | 57:11 |       |
| 5                 | Jeditza Arroyo        | Porto Rico     | 59:30 |       |

### Salto em altura
Final  

| Posição           | Atleta           | Nacionalidade  | Tentativa | Tentativa | Tentativa | Tentativa | Tentativa | Tentativa | Tentativa | Tentativa | Tentativa | Tentativa | Resultado | Notas |
| Posição           | Atleta           | Nacionalidade  | 1.65      | 1.70      | 1.73      | 1.76      | 1.79      | 1.82      | 1.85      | 1.87      | 1.89      | 1.91      | Resultado | Notas |
| ----------------- | ---------------- | -------------- | --------- | --------- | --------- | --------- | --------- | --------- | --------- | --------- | --------- | --------- | --------- | ----- |
| Medalha de ouro   | Kaylene Wagner   | Estados Unidos | -         | -         | -         | o         | xo        | xo        | o         | o         | xo        | xxx       | 1.89m     |       |
| Medalha de prata  | Levern Spencer   | Santa Lúcia    | -         | -         | o         | o         | o         | o         | xo        | xxx       |           |           | 1.85m     |       |
| Medalha de bronze | Deirdre Mullen   | Estados Unidos | -         | -         | -         | o         | xo        | xxx       |           |           |           |           | 1.79m     |       |
| 4                 | Kristen Matthews | Canadá         | -         | -         | o         | -         | xxo       | xxx       |           |           |           |           | 1.79m     |       |
| 5                 | Desiree Crichlow | Barbados       | -         | xxo       | xo        | xxo       | xxx       |           |           |           |           |           | 1.76m     |       |

### Salto com vara
Final  

| Posição          | Atleta          | Nacionalidade  | Tentativa | Tentativa | Tentativa | Tentativa | Tentativa | Resultado | Notas |
| Posição          | Atleta          | Nacionalidade  | 3.55      | 3.60      | 3.65      | 3.70      | 3.90      | Resultado | Notas |
| ---------------- | --------------- | -------------- | --------- | --------- | --------- | --------- | --------- | --------- | ----- |
| Medalha de ouro  | Cecilia Villar  | México         | xxo       | o         | -         | xxx       |           | 3.60m     |       |
| Medalha de prata | Sue Kupper      | Canadá         | -         | xxo       | xxx       |           |           | 3.60m     |       |
| 3                | Citlalli Huerta | México         | xxx       |           |           |           |           | NH        |       |
| 4                | Kate Soma       | Estados Unidos | -         | -         | -         | -         | xxx       | NH        |       |
| 5                | Chelsea Johnson | Estados Unidos | -         | -         | -         | -         | xxx       | NH        |       |
| 6                | Kelsie Hendry   | Canadá         | -         | -         | -         | -         | xxx       | NH        |       |

### Salto em comprimento
Final  

| Posição           | Atleta             | Nacionalidade         | Tentativa     | Tentativa     | Tentativa     | Tentativa     | Tentativa     | Tentativa     | Resultado          | Notas |
| Posição           | Atleta             | Nacionalidade         | 1             | 2             | 3             | 4             | 5             | 6             | Resultado          | Notas |
| ----------------- | ------------------ | --------------------- | ------------- | ------------- | ------------- | ------------- | ------------- | ------------- | ------------------ | ----- |
| Medalha de ouro   | April Holliness    | Estados Unidos        | 6.19m w (2.8) | 6.04m w (3.1) | x w (3.7)     | x w (4.7)     | 5.92m w (2.9) | 6.28m w (3.3) | 6.28m w (+3.3 m/s) |       |
| Medalha de prata  | Kedine Geddes      | Jamaica               | 6.04m w (5.2) | 6.03m w (4.0) | 6.26m w (6.5) | 5.81m w (4.6) | 5.86m w (3.1) | 5.54m w (4.8) | 6.26m w (+6.5 m/s) |       |
| Medalha de bronze | Chelsea Hammond    | Jamaica               | x w (5.1)     | 6.24m w (3.9) | x w (3.9)     | 6.07m w (3.9) | 6.05m w (3.6) | 6.03m w (4.5) | 6.24m w (+3.9 m/s) |       |
| 4                 | María Espencer     | República Dominicana  | 5.67m w (3.2) | 5.74m w (5.0) | 5.56m w (2.8) | x w (5.0)     | 5.88m w (5.1) | 6.20m w (5.2) | 6.20m w (+5.2 m/s) |       |
| 5                 | Chioma Aduba       | Estados Unidos        | 5.64m w (2.9) | 4.56m w (4.2) | 6.14m w (4.0) | 4.00m w (6.2) | 5.80m w (4.3) | 5.75m w (4.6) | 6.14m w (+4.0 m/s) |       |
| 6                 | Tanika Liburd      | São Cristóvão e Nevis | x w (3.5)     | 5.94m w (4.3) | x w (3.2)     | 5.66m w (5.0) | 5.86m w (3.5) | 6.02m w (5.0) | 6.02m w (+5.0 m/s) |       |
| 7                 | Yuridia Bustamante | México                | 5.71m w (3.3) | x w (3.4)     | 5.92m w (2.3) | x (1.3)       | x w (4.4)     | x w (6.1)     | 5.92m w (+2.3 m/s) |       |
| 8                 | Melanie Lachapelle | Canadá                | x w (3.0)     | 5.57m w (4.2) | 5.49m w (3.5) | 5.45m w (4.9) | x w (7.3)     | x w (2.6)     | 5.57m w (+4.2 m/s) |       |

### Salto triplo
Final  

| Posição           | Atleta          | Nacionalidade        | Tentativa    | Tentativa | Tentativa     | Tentativa    | Tentativa     | Tentativa      | Resultado           | Notas |
| Posição           | Atleta          | Nacionalidade        | 1            | 2         | 3             | 4            | 5             | 6              | Resultado           | Notas |
| ----------------- | --------------- | -------------------- | ------------ | --------- | ------------- | ------------ | ------------- | -------------- | ------------------- | ----- |
| Medalha de ouro   | Chioma Aduba    | Estados Unidos       | x (1.3)      | x (1.0)   | 12.73m (1.2)  | x (1.0)      | x (0.4)       | 13.32m (0.5)   | 13.32m (+0.5 m/s)   |       |
| Medalha de bronze | María Espencer  | República Dominicana | 12.25m (1.6) | x w (2.2) | x (0.1)       | 12.14m (0.8) | x (0.4)       | 12.80m w (2.2) | 12.80m w (+2.2 m/s) |       |
| Medalha de prata  | Luan Weekes     | Barbados             | 11.92m (2.0) | x (1.0)   | x (1.0)       | x (1.1)      | 11.91m (-0.0) | x (0.7)        | 11.92m (+2.0 m/s)   |       |
| 4                 | Alanna Boudreau | Canadá               | 11.73m (0.8) | x (0.7)   | 11.79m (-0.2) | x (1.1)      | 11.71m (1.5)  | x (-0.1)       | 11.79m (-0.2 m/s)   |       |

### Arremesso de peso
Final  

| Posição           | Atleta           | Nacionalidade  | Tentativa | Tentativa | Tentativa | Tentativa | Tentativa | Tentativa | Resultado | Notas |
| Posição           | Atleta           | Nacionalidade  | 1         | 2         | 3         | 4         | 5         | 6         | Resultado | Notas |
| ----------------- | ---------------- | -------------- | --------- | --------- | --------- | --------- | --------- | --------- | --------- | ----- |
| Medalha de ouro   | Laura Gerraughty | Estados Unidos | 17.32m    | x         | x         | x         | 16.57m    | -         | 17.32m    |       |
| Medalha de prata  | Jillian Camarena | Estados Unidos | 15.94m    | 17.11m    | x         | 16.82m    | x         | 16.87m    | 17.11m    |       |
| Medalha de bronze | Zara Northover   | Jamaica        | 15.34m    | 15.91m    | 15.62m    | 15.35m    | x         | 15.16m    | 15.91m    |       |
| 4                 | Megan Reid       | Canadá         | 12.24m    | 13.02m    | 13.26m    | 13.14m    | 13.77m    | 12.90m    | 13.77m    |       |
| 5                 | Sultana Frizell  | Canadá         | 13.72m    | x         | x         | -         | -         | -         | 13.72m    |       |

### Lançamento de disco
Final  

| Posição           | Atleta              | Nacionalidade  | Tentativa | Tentativa | Tentativa | Tentativa | Tentativa | Tentativa | Resultado | Notas     |
| Posição           | Atleta              | Nacionalidade  | 1         | 2         | 3         | 4         | 5         | 6         | Resultado | Notas     |
| ----------------- | ------------------- | -------------- | --------- | --------- | --------- | --------- | --------- | --------- | --------- | --------- |
| Medalha de ouro   | Rebecca Breisch     | Estados Unidos | x         | x         | 52.51m    | x         | x         | 53.26m    | 53.26m    |           |
| 2                 | Julie Bourgon       | Canadá         | 46.38m    | x         | x         | 49.92m    | 48.86m    | 48.30m    | 49.92m    | Convidado |
| Medalha de prata  | Dayana Octavien     | Estados Unidos | x         | 48.95m    | 44.75m    | 48.24m    | x         | x         | 48.95m    |           |
| Medalha de bronze | Novelle Murray      | Canadá         | x         | 43.46m    | x         | 44.35m    | 46.51m    | 44.97m    | 46.51m    |           |
| 4                 | Daisy Van Ravensway | Canadá         | x         | x         | 41.53m    | 41.98m    | 42.45m    | 43.76m    | 43.76m    |           |

### Lançamento de martelo
Final  

| Posição           | Atleta              | Nacionalidade  | Tentativa | Tentativa | Tentativa | Tentativa | Tentativa | Tentativa | Resultado | Notas     |
| Posição           | Atleta              | Nacionalidade  | 1         | 2         | 3         | 4         | 5         | 6         | Resultado | Notas     |
| ----------------- | ------------------- | -------------- | --------- | --------- | --------- | --------- | --------- | --------- | --------- | --------- |
| Medalha de ouro   | Loree Smith         | Estados Unidos | 58.73m    | 63.83m    | 61.30m    | 60.15m    | x         |           | 63.83m    |           |
| Medalha de prata  | Jessica Cosby       | Estados Unidos | 56.95m    | x         | 57.39m    | 63.70m    | x         | x         | 63.70m    |           |
| 3                 | Michelle Fournier   | Canadá         | x         | 58.14m    | x         | x         | x         |           | 58.14m    | Convidado |
| 4                 | Nathalie Thénor     | Canadá         | x         | 55.34m    | 50.95m    | x         | x         | 57.82m    | 57.82m    | Convidado |
| Medalha de bronze | Sultana Frizell     | Canadá         | x         | 48.38m    | x         | x         | 57.38m    | x         | 57.38m    |           |
| 4                 | Megan Reid          | Canadá         | x         | x         | x         | x         | 55.28m    |           | 55.28m    |           |
| 5                 | Marie-Eve Boisselle | Canadá         | x         | 47.19m    | 51.14m    | x         | 50.18m    | 51.77m    | 51.77m    | Convidado |
| 5                 | Iris Cristal García | México         | 43.14m    | 46.75m    | 47.80m    | x         | 45.84m    |           | 47.80m    |           |

### Lançamento de dardo
Final  

| Posição           | Atleta              | Nacionalidade  | Tentativa | Tentativa | Tentativa | Tentativa | Tentativa | Tentativa | Resultado | Notas     |
| Posição           | Atleta              | Nacionalidade  | 1         | 2         | 3         | 4         | 5         | 6         | Resultado | Notas     |
| ----------------- | ------------------- | -------------- | --------- | --------- | --------- | --------- | --------- | --------- | --------- | --------- |
| Medalha de ouro   | Dana Pounds         | Estados Unidos | 51.31m    | 51.50m    | 53.15m    | x         | 50.72m    | 50.92m    | 53.15m    |           |
| Medalha de prata  | Ana Érika Gutiérrez | México         | 47.49m    | 44.34m    | 48.89m    | 46.42m    | 49.49m    | 48.13m    | 49.49m    |           |
| Medalha de bronze | Erma-Gene Evans     | Santa Lúcia    | 45.95m    | 46.52m    | 44.17m    | 46.84m    | 48.86m    | 44.82m    | 48.86m    |           |
| 4                 | Dominique Bilodeau  | Canadá         | 47.22m    | x         | 46.46m    | 48.84m    | 48.62m    | x         | 48.84m    | Convidado |
| 4                 | Neely Falgout       | Estados Unidos | x         | x         | 44.15m    | x         | x         | x         | 44.15m    |           |
| 5                 | Daisy Van Ravensway | Canadá         | 37.66m    | x         | 39.78m    | x         | 39.26m    | x         | 39.78m    |           |

### Heptatlo
Final  

| Colocação         | Atleta            | Nacionalidade        | 100 m C/B            | SA           | AP            | 200 m               | SD                 | LD            | 800 m          | Total | Notas |
| ----------------- | ----------------- | -------------------- | -------------------- | ------------ | ------------- | ------------------- | ------------------ | ------------- | -------------- | ----- | ----- |
| Medalha de ouro   | Jacquelyn Johnson | Estados Unidos       | 13.81 (-0.3) 1005pts | 1.72m 879pts | 10.74m 578pts | 25.52 (-0.8) 840pts | 5.77m (1.8) 780pts | 41.06m 688pts | 2:28.27 715pts | 5485  |       |
| Medalha de prata  | Brooke Meredith   | Estados Unidos       | 15.20 (-0.3) 815pts  | 1.57m 701pts | 11.35m 618pts | 25.90 (-0.8) 806pts | 5.38m (1.9) 665pts | 40.02m 668pts | 2:23.59 775pts | 5048  |       |
| Medalha de bronze | Samantha Anderson | Canadá               | 14.48 (-0.3) 912pts  | 1.57m 701pts | 9.46m 494pts  | 26.21 (-0.8) 779pts | 5.95m (1.4) 834pts | 28.23m 443pts | 2:21.54 803pts | 4966  |       |
| 4                 | Juana Castillo    | República Dominicana | 15.18 (-0.3) 818pts  | 1.66m 806pts | 11.26m 612pts | 26.92 (-0.8) 718pts | 5.01m (1.7) 562pts | 34.56m 563pts | 2:27.76 721pts | 4800  |       |
| 5                 | Lindsay Tasche    | Canadá               | 15.34 (-0.3) 797pts  | 1.54m 666pts | 10.18m 541pts | 27.05 (-0.8) 708pts | 5.34m (1.5) 654pts | 32.36m 521pts | 2:30.55 686pts | 4573  |       |
| 6                 | Mariana Abuela    | México               | 15.90 (-0.3) 727pts  | 1.57m 701pts | 9.00m 464pts  | 27.10 (-0.8) 704pts | 5.21m (2.2) 617pts | 30.44m 485pts | 2:30.67 685pts | 4383  |       |
| 7                 | Idalis Quiles     | Porto Rico           | 15.23 (-0.3) 811pts  | 1.57m 701pts | 9.11m 471pts  | DNF (-0.8) 0pts     | DNS 0pts           |               |                | DNF   |       |

Legenda
| Recorde mundial       | Recorde mundial (World record)               |                       | Recorde africano                      | Recorde africano (African) |                                           | Q | Classificado por posição (Qualified) |
| Recorde do campeonato | Recorde do campeonato (Championship record)  | Recorde da América    | Recorde da América (Americas)         | q                          | Classificado por melhor tempo (Qualified) |   |                                      |
| Melhor marca do ano   | Melhor marca do ano (World leading)          | Recorde asiático      | Recorde asiático (Asian)              | DNS                        | Não largou (Did not start)                |   |                                      |
| Recorde nacional      | Recorde nacional (National record)           | Recorde europeu       | Recorde europeu (European)            | DNF                        | Não terminou (Did not finish)             |   |                                      |
| Recorde pessoal       | Recorde pessoal do atleta (Personal best)    | Recorde da Oceania    | Recorde da Oceania (Oceania)          | DSQ / DQ                   | Desclassificado (Disqualified)            |   |                                      |
| Recorde da temporada  | Recorde da temporada do atleta (Season best) | Recorde sul-americano | Recorde sul-americano (South America) | NM                         | Sem marca (No mark)                       |   |                                      |